# マーク・ハメット
マーク 'ハマー' ハメット（英語: Mark Garry 'Hammer' Hammett, 1972年7月13日 – ）はニュージーランド・クライストチャーチ出身のラグビーユニオン指導者、元選手である。現役時代はカンタベリーのフッカーとして1992年から2002年までプレーした。また、スーパーラグビー・クルセイダーズ設立時からのメンバーでもある。クルセイダーズで2003年までプレーし続け、計4回のタイトル獲得を達成した。また、ラグビーニュージーランド代表のメンバーとして1999年と2003年のワールドカップに参戦した。
選手引退後は、2006年にカンタベリー州代表とクルセイダーズでコーチとしてのキャリアをスタートさせた。2011年から2014年までの間はハリケーンズのヘッドコーチ、2015年にはウェールズに渡りカーディフ・ブルーズで「ディレクター・オブ・ラグビー」を務めた。2016年はサンウルブズの初代ヘッドコーチを務め、現在はハイランダーズのアシスタントコーチ。

## 選手経歴
初めての代表選出は、セントトーマス・オブ・カンタベリー・カレッジ在学時の1987年にU17ニュージーランド代表のフッカーに選ばれたことである1991年、その後U19ニュージーランド代表にて主将を務め、翌年にはカンタベリー州代表に選出された。カンタベリー州代表選出当初はマット・セクストンのバックアッパーとしての扱いであったが、1995年にはセクストンより多くの出場機会を得るようになった。
1995年のラグビープロ化を経て1996年にクルセイダーズが設立されると、ハメットは設立メンバーとなった 。
ニュージーランド代表として二度のワールドカップに出場し、29キャップを獲得。カンタベリー州代表として76キャップ、クルセイダーズでは81キャップを獲得。
2000年11月3日には、秩父宮で行われたオールブラックス対パシフィック・バーバリアンズの試合に来日し、オールブラックスのフッカーとして出場している。バーバリアンズのNo.8は2016年に日本代表ヘッドコーチに就任したジェイミー・ジョセフであった。

## コーチ経歴
選手としてクルセイダーズを引退してから2年後、クルセイダーズのコーチングアドバイザーを務め、2006年にはカンタベリー州代表でも同じ役割を果たした 。2007年から2010年にかけてはロビー・ディーンズの下でクルセイダーズのアシスタントコーチを務めた 。2011年からはハリケーンズのヘッドコーチに任命され2014シーズンまで役割を務めた 。
2014年5月12日にカーディフ・ブルーズで「ディレクター・オブ・ラグビー」に指名された 。2015年2月、カーディフ・ブルーズはハメットが家庭の事情によりニュージーランドへ帰国することに同意した 2016年からはタスマンマコス のアシスタントコーチに就任する予定であると報道される。
2015年12月21日、日本ラグビーフットボール協会が編成するスーパーラグビーチーム、サンウルブズのヘッドコーチに就任、また、同年上半期のラグビー日本代表ヘッドコーチ代行も兼任した。しかし、2016年シーズン終了をもって退任し、2017年からはハイランダーズのアシスタントコーチに就任。